# Bobi Sourander
Nils Bobi Sourander född 15 december 1928 i Kemi i Finland, död 16 oktober 2008 i Stockholms domkyrkoförsamling, Stockholm, var en finlandssvensk och senare sverigefinlandssvensk författare och journalist. 

## Karriär
Bobi Sourander var Dagens Nyheters korrespondent i Latinamerika 1969–1974, något som påverkade inte bara hans journalistik och författarskap utan också hela hans liv. Han direktrapporterade från militärkuppen i Chile 1973, kidnappades en månad efter kuppens slut och sattes i fängelse i Estadio Nacional de Chile i Santiago, tillsammans med nästan 2 000 politiska fångar. Sourander släpptes efter två veckor, men utvisades från Chile.
Sourander debuterade som författare 1984 med den politiska thrillern Ett kilo diamanter. Efter debuten följde fem ytterligare böcker, och den sista, Förlorarna (1995), handlade om mordet på Olof Palme.
Han var gift med Ewa och hade två barn från tidigare äktenskap.

## Priser och utmärkelser
- Debutant-diplomet 1984
- Guldpennan 1987